# Rybniki (Kętrzyn)

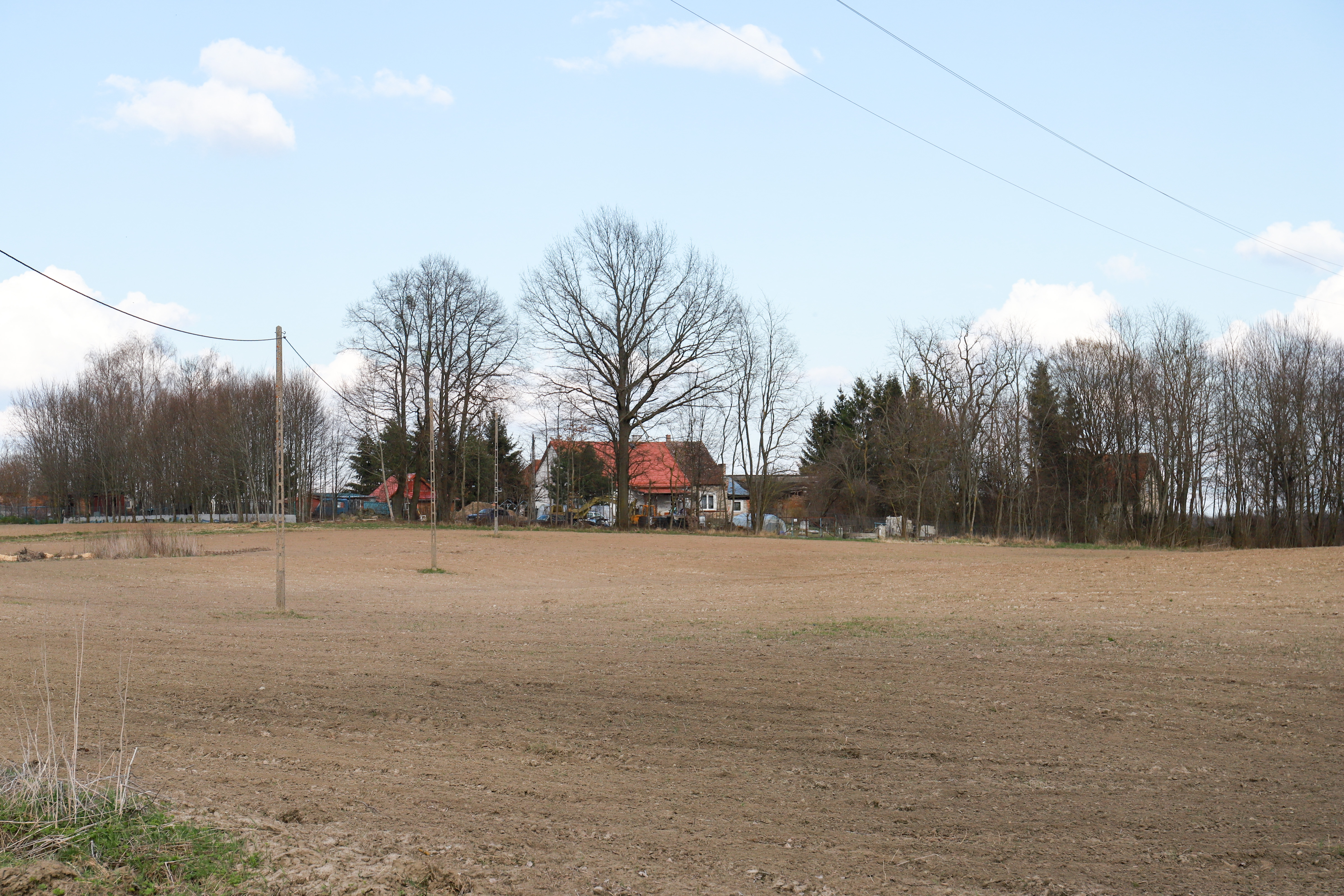
Rybniki (2023)

Rybniki (deutsch Waldsee) ist ein Ort in der polnischen Woiwodschaft Ermland-Masuren. Er gehört zur Gmina Kętrzyn (Landgemeinde Rastenburg) im Powiat Kętrzyński (Kreis Rastenburg) und ist Teil des Sołectwo (Schulzenamt) Czerniki (Schwarzstein).

## Geographische Lage
Rybniki liegt 800 Meter westlich des Moysees (polnisch Jezioro Mój) in der nördlichen Mitte der Woiwodschaft Ermland-Masuren, fünf Kilometer nordöstlich der Stadt Kętrzyn (deutsch Rastenburg).

## Geschichte
Im Jahre 1853 wurde der kleine Gutsort Waldsee im ostpreußischen Kreis Rastenburg gegründet. Im Jahre 1885 zählte der Ort 38, im Jahre 1905 noch 36 Einwohner.
Mit dem gesamten südlichen Ostpreußen kam Waldsee 1945 in Kriegsfolge zu Polen und erhielt die polnische Namensform „Rybniki“. Heute ist der Weiler „część wsi Czerniki“ (= ein „Teil des Orts Czerniki“ (Schwarzstein)) innerhalb der Landgemeinde Kętrzyn (Rastenburg) im Powiat Kętrzyński (Kreis Rastenburg), von 1975 bis 1998 der Woiwodschaft Olsztyn, seither der Woiwodschaft Ermland-Masuren zugehörig.

## Kirche
Bis 1945 war Waldsee in die evangelische Kirche Schwarzstein (polnisch Czerniki) in der Kirchenprovinz Ostpreußen der Kirche der Altpreußischen Union, außerdem in die römisch-katholische St.-Katharinen-Kirche Rastenburg im Bistum Ermland eingepfarrt.
Heute gehört Rybniki evangelischerseits zur Johanneskirche Kętrzyn in der Diözese Masuren der Evangelisch-Augsburgischen Kirche in Polen sowie katholischerseits zur Kirche in Czerniki, die jetzt eine Filialkirche der Pfarrei Karolewo (Karlshof) im Erzbistum Ermland ist.

## Verkehr
Rybniki liegt an einer Nebenstraße, die von der Woiwodschaftsstraße 650 bei Nowa Różanka (Neu Rosenthal) über Strzyże (Streitz) nach Czerniki (Schwarzstein) führt.
Eine Bahnanbindung besteht nicht. Bis 1992 (Personenverkehr) bzw. 2000 (Güterverkehr) war Czerniki die nächste Bahnstation und lag an der Bahnstrecke Kętrzyn–Węgorzewo (deutsch Rastenburg–Angerburg).